# 公有地条例 (1785年)

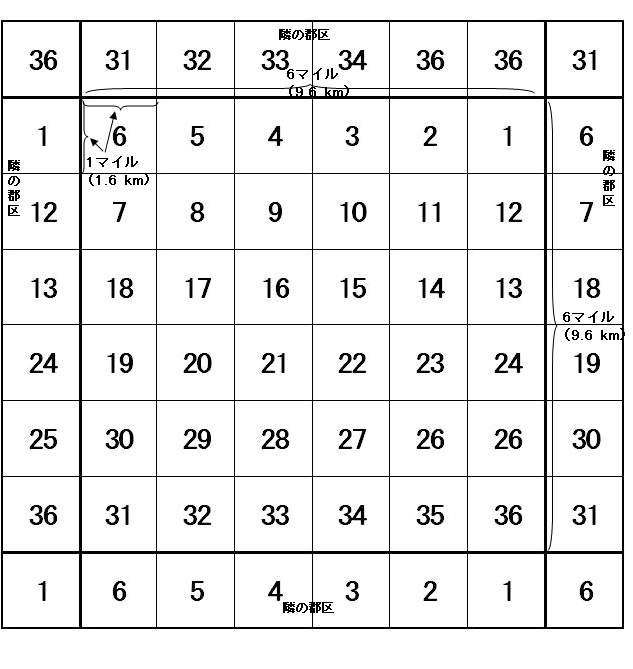
公有地条例の郡区と街区の概念図

1785年の公有地条例（1785ねんのこうゆうちじょうれい、英:Land Ordinance of 1785）は、1785年5月20日に、アメリカ合衆国の連合会議で採択された法律である。連合規約で規定され、1781年に発足した連合会議は、合衆国の住民に直接課税して歳入を上げる権限を持たなかった。この条例の目的は、アメリカ独立戦争の結果としてイギリスから得た、まだ地図も出来ていない西方の広大な領土を売却して現金を得ることであった。
この条例は、新しい領土の政治的な組織化の規定も含んでいた。これに先立つ1784年の条例では、アパラチア山脈の西、オハイオ川の北、ミシシッピ川の東の土地を10の邦(state)に分けることを規定していた。しかしこの条例では、どのようにすればその領土が邦になり、邦に昇格する前はどのように治めまた開拓するかを規定していなかった。1785年の公有地条例は、1787年の北西部条例とともに、これら政治的必要性を満たすことが意図されたものである。
この条例は、1862年のホームステッド法ができるまで、アメリカ合衆国の土地政策に関する基本条項を定めていた。特に重要なのは、公有地測量システムの基礎を作ったことである。当初の測量はトマス・ハッチンスによって行われた。ハッチンスが1789年に死んだ後は、測量局長が測量の責任を持った。土地の測量は一辺が6マイル (9.6 km)の正方形の郡区(township)を素に体系的に行われた。1つの郡区は一辺が1マイル (1.6 km)、従って面積が1平方マイル (2.6 km²、640エーカー)の街区(section)に分けられ、1郡区の中に36の街区があることになった。この街区が、開拓者や土地投機家に売却される際の単位であり、更に細分されることもあった。
この条例は、公的な教育施設を備える仕組みを作ったことでも重要である。各郡区のうち、右図の第16街区は公的教育施設のために取っておかれた。現在の多くの学校が各郡区の第16街区に位置している。ただし、その街区の中の土地も、教育資金を得るために売却された。理論的には、第8、第11、第26および第29街区を、連邦政府が独立戦争に従軍した兵士への補償のためにとっておいたが、オハイオ州の実際を検分してみると、必ずしもそのようにはなっていない。1785年の測量開始地点は、オハイオ州（北西部領土では最東）、ペンシルベニア州、バージニア州（現在はウエストバージニア州）の州境が会し、オハイオ川の北岸、イースト・リバプールの近くであった。この地点の直ぐ北側、オハイオ州道30号線とペンシルベニア州道68号線が交差する所に歴史銘板がある。